# Francoska južna in antarktična ozemlja
Francoska južna in antarktična ozemlja so čezmorsko ozemlje Francije od leta 1955. Ozemlje upravlja višji upravnik (administrateur supérieur), ki mu pomaga generalni sekretar. Sedanji upravnik je Michel Champon, ki je 21. januarja 2005 nasledil Françoisa Gardeja (ta je na položaj prišel 24. maja 2000).
Obsegajo Otok Amsterdam, Otok svetega Pavla, Crozetove otoke in Kerguelenove otoke v južnem Indijskem oceanu, vključno s predelom Antarktike, ki ga Francija zahteva zase, Adelijino deželo (odkril jo je Jules Dumont d'Urville in jo imenoval po svoji ženi). Adelijina dežela s 500.000 km² in otoki, ki obsegajo 7781 km², nimajo stalnih prebivalcev. Leta 1997 je bilo tam približno 100 raziskovalcev, vendar njihovo število ni stalno. Francija v Adelijini deželi vzdržuje raziskovalno postajo Dumonta d'Urvillea.
Otoka Amsterdam in Saint-Paul sta ugasla ognjenika; najvišja točka ozemlja je Mount Ross na otoku Kerguelen s 1850 metri. 1232 metrov obale nima nobenega pristanišča, obstajajo le sidrišča. Ozemlje ima trgovsko ladjevje, ki je leta 1999 obsegalo 2,892,911 GRT oziroma 5,165,713 DWT.
Edine naravne danosti območja so ribe in raki. Ulov, ki ga tuje ladje iztovorijo na Kerguelenovem otoku, izvažajo v Francijo in na Reunion. Gospodarska dejavnost je omejena na oskrbovanje raziskovalnih in meteoroloških postaj ter ribiških ladjevij.